# 霍夫曼-洛夫勒-弗赖塔格反应
霍夫曼-洛夫勒-弗赖塔格反应（德語：Hofmann-Löffler-Freytag-Reaktion），简称HLF反应，又称霍夫曼-洛夫勒反应（Hofmann-Löffler-Reaktion）指加热或光照条件下，N-卤代胺合成相应的环胺，如吡咯烷。
例如N-正丁基吡咯烷的合成：

## 反应机理
加热或光照下，氮卤键发生均裂，产生的氮自由基发生分子内1,5-或1,6-氢迁移，生成相应的碳自由基，然后和卤素自由基偶联。形成的卤代胺中间体进一步发生分子内亲核取代反应，然后在碱的作用下，得到环胺产物。
反应实质是氮自由基进行的分子内氢迁移反应，由于形成的N–H键键能比一般的烷烃C–H键能大，因此在能量上比较有利。1,5-氢迁移经过六元环过渡态，张力小，空间位阻上也比较有利，因此1,5-氢迁移得到的吡咯烷类衍生物是反应主要产物。
一个类似的反应是巴顿反应，后者是烷氧自由基发生的分子内氢迁移反应。

## 历史
1880年代德国化学家奧古斯特·威廉·馮·霍夫曼在确定六氢吡啶结构的过程中，发现1-溴-2-丙基六氢吡啶与热硫酸作用，可以产生八氢中氮茚。1909年，卡尔·洛夫勒和库尔特·弗赖塔格将这一转化推广到从一般的二级胺合成吡咯环类化合物。